# ليلي داغي
ليلي داغي هي قرية في مقاطعة ملكان، إيران. عدد سكان هذه القرية هو 60 في سنة 2006.